# SC Eendracht Aalst
El Sport Club Eendracht Aalst era un equipo de fútbol belga de Aalst en la provincia de Flandes Oriental. Estaba afiliado a la Real Asociación Belga de Fútbol con el nº de matrícula 90.

## Historia
Fue fundado en el año 1919 en la ciudad de Aalst con el nombre KSC Eendracht Aalst, en Flandes Oriental, durante la Primera Guerra Mundial, organizando partidos de fútbol para ayudar a los prisioneros de guerra, uniéndose a la competición regional en 1923, y entrando a la competición nacional en 1932, siendo promotores de la actual Primera División de Bélgica en 1938, donde ha disputado más de 300 partidos de Liga.
Cambiaron de nombre en el año 2002 por el de SC Eendracht Aalst 2002 a causa de la liquidación de deudas con el nombre anterior. Nunca ha ganado un título relevante en su historia.
A nivel internacional ha participado una vez en competiciones europeas, en la Copa UEFA de 1995/96, donde fue eliminado en 2ª ronda por el AS Roma de Italia.
En la temporada 2014/15 al club le fue revocada la licencia para jugar en la Segunda División de Bélgica, por lo que fue relegado a la Tercera División de Bélgica para la temporada 2015/16., Además, el club tiene problemas con su estadio Pierre Cornelis, ya que está obsoleto desde hace años y en 2013 la grada K, que era insegura, fue demolida y sustituida por una grada de emergencia, que no cumple con los estándares del campeonato belga superior. Entonces el presidente Frank De Roose no vio salida y dejó la presidencia a finales de 2015. En ese momento se inició la búsqueda de nuevos inversores. Se nombró un nuevo equipo directivo liderado por el presidente Patrick Le Juste para llevar a Aalst hacia nuevos éxitos.
Tras la reforma de la competición, Eendracht Aalst jugó en la Segunda División Amateur en la temporada 2016/17, donde ascendió tras una temporada.
Después de que el presidente Le Juste estuviera descontento con la afición y se produjera un boicot de la afición en 2022-2023, decidió poner el equipo a la venta. El 10 de agosto de 2023 se anunció que se había completado la adquisición. Tülin Sönmez se convierte en la primera mujer presidenta de Eendracht Aalst. El 31 de agosto de 2023, el exfutbolista profesional Kevin Mirallas asumió como nuevo director técnico.
Pese a terminar campeón de su grupo en la temporada 2023/24 y ascender a División Nacional 1, los graves problemas económicos del club le hicieron no sólo no ascender de categoría, sino también no recibir licencia para jugar en División 2 y 3, lo que produjo el descenso a la Primera Provincial. 
Eso no resolvió los problemas. El club tuvo que buscar un nuevo campo, porque el ayuntamiento de Aalst ya no le permitía jugar en el estadio Pierre Cornelis. La ciudad rescindió el contrato de gestión porque el club no cumplió las condiciones. Al final, Aalst encontró una nueva casa en un campo privado en Merelbeke y firmó un contrato de alquiler a partir del 1 de septiembre.
La Asociación de Fútbol de Flandes investigó el caso y dio luz verde en un principio. Pero después el ayuntamiento de Merelbeke rechazó que el club blanquinegro use ese estadio por motivos de seguridad.En resumen: sin licencia, sin campo y sin dinero.
El 7 de agosto de 2024 fue expulsado de la competición, por lo que el número de matrícula 90 desaparece.

## Palmarés
- Segunda División de Bélgica: 2

1991, 1994
- Promotion B de Bélgica: 1

2006-2007
- Tercera División de Bélgica:

2010-2011

## Temporada a temporada
| Temporada                                                            | Nivel | Nivel | Nivel | Nivel | Nivel | Nivel | Nivel | Denominación                                          | Puntuacion                                            | Observaciones | Copa de Belgica                                       |
|                                                                      | I     | I     | II    | III   | P.I   | P.II  | P.III |                                                       |                                                       | | Copa de Belgica                                       |
| -------------------------------------------------------------------- | ----- | ----- | ----- | ----- | ----- | ----- | ----- | ----------------------------------------------------- | ----------------------------------------------------- | --- | ----------------------------------------------------- |
| como SC Eendracht Aalst (Sporting Club Eendracht Aalst)              |       |       |       |       |       |       |       |                                                       |                                                       | |                                                       |
| ???                                                                  |       |       |       |       |       | 1     |       | Segunda Prov. Flandes Orie.                           | 37                                                    | |                                                       |
| 1920-21                                                              |       |       |       |       |       | 3     |       | Segunda Prov. Flandes Orie.                           | 8                                                     | |                                                       |
| 1921-22                                                              |       |       |       |       |       | 9     |       | Segunda Prov. Flandes Orie.                           | 8                                                     | |                                                       |
| 1922-23                                                              |       |       |       |       |       | 6     |       | Segunda Prov. Flandes Orie.                           | 13                                                    | |                                                       |
| 1923-24                                                              |       |       |       |       |       | 7     |       | Segunda Prov. Flandes Orie.                           | 16                                                    | |                                                       |
| 1924-25                                                              |       |       |       |       |       | 3     |       | Segunda Prov. Flandes Orie.                           | 30                                                    | |                                                       |
| 1925-26                                                              |       |       |       |       |       | 8     |       | Segunda Prov. Flandes Orie.                           | 27                                                    | |                                                       |
| 1926-27                                                              |       |       |       |       |       | 3     |       | Segunda Prov. Flandes Orie.                           | 33                                                    | |                                                       |
| 1927-28                                                              |       |       |       |       |       | 1     |       | Segunda Prov. Flandes Orie.                           | 43                                                    | |                                                       |
| 1928-29                                                              |       |       |       |       |       |       | 1     | Tercera Prov. Flandes Orie.                           | 34                                                    | |                                                       |
| 1929-30                                                              |       |       |       |       |       | 2     |       | Segunda Prov. Flandes Orie.                           | 35                                                    | |                                                       |
| 1930-31                                                              |       |       |       |       |       | 4     |       | Segunda Prov. Flandes Orie.                           | 33                                                    | |                                                       |
| 1931-32                                                              |       |       |       |       |       | 2     |       | Segunda Prov. Flandes Orie.                           | 43                                                    | |                                                       |
| 1932-33                                                              |       |       |       |       |       | 1     |       | Segunda Prov. Flandes Orie.                           | 37                                                    | |                                                       |
| 1933/34                                                              |       |       |       | 4     |       |       |       | Tercera A                                             | 29                                                    | |                                                       |
| 1934/35                                                              |       |       |       | 7     |       |       |       | Tercera A                                             | 27                                                    | |                                                       |
| 1935/36                                                              |       |       |       | 1     |       |       |       | Tercera D                                             | 38                                                    | |                                                       |
| 1936/37                                                              |       |       | 7     |       |       |       |       | Segunda B                                             | 26                                                    | |                                                       |
| 1937/38                                                              |       |       | 4     |       |       |       |       | Segunda B                                             | 32                                                    | |                                                       |
| 1938/39                                                              |       |       | 1     |       |       |       |       | Segunda A                                             | 40                                                    | |                                                       |
| 1939/40                                                              |       |       |       |       |       |       |       |                                                       |                                                       | Competición no completada debido a la Segunda Guerra Mundial.                                                           |                                                       |
| 1940/41                                                              | 8     | 8     |       |       |       |       |       | Primera B                                             | 6                                                     | Competición especial de emergencia durante la guerra, con dos grupos más pequeños.                                      |                                                       |
| 1941/42                                                              | 5     | 5     |       |       |       |       |       | Primera                                               | 30                                                    | |                                                       |
| 1942/43                                                              | 13    | 13    |       |       |       |       |       | Primera                                               | 24                                                    | |                                                       |
| 1943/44                                                              | 12    | 12    |       |       |       |       |       | Primera                                               | 26                                                    | |                                                       |
| 1944/45                                                              |       |       |       |       |       |       |       |                                                       |                                                       | Competición no completada debido a la Segunda Guerra Mundial.                                                           |                                                       |
| 1945/46                                                              | 9     | 9     |       |       |       |       |       | Primera                                               | 36                                                    | |                                                       |
| 1946/47                                                              | 17    | 17    |       |       |       |       |       | Primera                                               | 28                                                    | |                                                       |
| 1947/48                                                              |       |       | 3     |       |       |       |       | Segunda A                                             | 45                                                    | |                                                       |
| 1948/49                                                              |       |       | 5     |       |       |       |       | Segunda B                                             | 36                                                    | |                                                       |
| 1949/50                                                              |       |       | 5     |       |       |       |       | Segunda A                                             | 32                                                    | |                                                       |
| 1950/51                                                              |       |       | 15    |       |       |       |       | Segunda B                                             | 24                                                    | |                                                       |
| como KSC Eendracht Aalst (Koninklijke Sporting Club Eendracht Aalst) |       |       |       |       |       |       |       |                                                       |                                                       | |                                                       |
| 1951/52                                                              |       |       |       | 3     |       |       |       | Tercera B                                             | 41                                                    | |                                                       |
|                                                                      | I     | I     | II    | III   | IV    | P.I   | P.II  | desde 1952/53 hay 4 niveles nacionales                | desde 1952/53 hay 4 niveles nacionales                | desde 1952/53 hay 4 niveles nacionales                                                                                  | desde 1952/53 hay 4 niveles nacionales                |
| 1952/53                                                              |       |       |       | 7     |       |       |       | Tercera B                                             | 32                                                    | |                                                       |
| 1953/54                                                              |       |       |       | 2     |       |       |       | Tercera A                                             | 41                                                    | La misma cantidad de puntos que el ganador de grupo, KFC Izegem, pero más partidos perdidos.                            | R5                                                    |
| 1954/55                                                              |       |       |       | 2     |       |       |       | Tercera B                                             | 40                                                    | | R5                                                    |
| 1955/56                                                              |       |       |       | 4     |       |       |       | Tercera A                                             | 36                                                    | | R5                                                    |
| 1956/57                                                              |       |       |       | 1     |       |       |       | Tercera B                                             | 49                                                    | |                                                       |
| 1957/58                                                              |       |       | 9     |       |       |       |       | Segunda                                               | 29                                                    | |                                                       |
| 1958/59                                                              |       |       | 4     |       |       |       |       | Segunda                                               | 36                                                    | |                                                       |
| 1959/60                                                              |       |       | 1     |       |       |       |       | Segunda                                               | 43                                                    | |                                                       |
| 1960/61                                                              | 10    | 10    |       |       |       |       |       | Primera                                               | 28                                                    | |                                                       |
| 1961/62                                                              | 16    | 16    |       |       |       |       |       | Primera                                               | 17                                                    | |                                                       |
| 1962/63                                                              |       |       | 10    |       |       |       |       | Segunda                                               | 27                                                    | |                                                       |
| 1963/64                                                              |       |       | 8     |       |       |       |       | Segunda                                               | 30                                                    | | 1/2                                                   |
| 1964/65                                                              |       |       | 15    |       |       |       |       | Segunda                                               | 20                                                    | Descenso a Cuarta División por asunto de sobornos.                                                                      | 1/16                                                  |
| 1965/66                                                              |       |       |       |       | 1     |       |       | Cuarta D                                              | 49                                                    | | 1/16                                                  |
| 1966/67                                                              |       |       |       | 5     |       |       |       | Tercera A                                             | 35                                                    | | R3                                                    |
| 1967/68                                                              |       |       |       | 2     |       |       |       | Tercera B                                             | 42                                                    | | R5                                                    |
| 1968/69                                                              |       |       |       | 7     |       |       |       | Tercera B                                             | 32                                                    | | R4                                                    |
| 1969/70                                                              |       |       |       | 4     |       |       |       | Tercera A                                             | 36                                                    | | 1/16                                                  |
| 1970/71                                                              |       |       |       | 9     |       |       |       | Tercera B                                             | 29                                                    | | R5                                                    |
| 1971/72                                                              |       |       |       | 6     |       |       |       | Tercera A                                             | 33                                                    | | R5                                                    |
| 1972/73                                                              |       |       |       | 7     |       |       |       | Tercera B                                             | 30                                                    | | R4                                                    |
| 1973/74                                                              |       |       |       | 4     |       |       |       | Tercera B                                             | 36                                                    | | R5                                                    |
| 1974/75                                                              |       |       |       | 6     |       |       |       | Tercera A                                             | 32                                                    | | R5                                                    |
| 1975/76                                                              |       |       |       | 4     |       |       |       | Tercera A                                             | 32                                                    | | R5                                                    |
| 1976/77                                                              |       |       |       | 1     |       |       |       | Tercera A                                             | 40                                                    | | R5                                                    |
| 1977/78                                                              |       |       | 8     |       |       |       |       | Segunda                                               | 30                                                    | | R4                                                    |
| 1978/79                                                              |       |       | 9     |       |       |       |       | Segunda                                               | 26                                                    | | 1/4                                                   |
| 1979/80                                                              |       |       | 10    |       |       |       |       | Segunda                                               | 27                                                    | | 1/16                                                  |
| 1980/81                                                              |       |       | 3     |       |       |       |       | Segunda                                               | 37                                                    | Segundo en la ronda final con 6 puntos, detrás del KV Mechelen.                                                         | 1/8                                                   |
| 1981/82                                                              |       |       | 9     |       |       |       |       | Segunda                                               | 29                                                    | | 1/16                                                  |
| 1982/83                                                              |       |       | 9     |       |       |       |       | Segunda                                               | 30                                                    | | 1/8                                                   |
| 1983/84                                                              |       |       | 11    |       |       |       |       | Segunda                                               | 27                                                    | | R5                                                    |
| 1984/85                                                              |       |       | 14    |       |       |       |       | Segunda                                               | 24                                                    | | 1/16                                                  |
| 1985/86                                                              |       |       | 3     |       |       |       |       | Segunda                                               | 35                                                    | tercero en la ronda final con 4 puntos                                                                                  | 1/16                                                  |
| 1986/87                                                              |       |       | 13    |       |       |       |       | Segunda                                               | 24                                                    | | 1/8                                                   |
| 1987/88                                                              |       |       | 2     |       |       |       |       | Segunda                                               | 38                                                    | Segundo en la ronda final con 9 puntos, detrás del Lierse SK.                                                           | R5                                                    |
| 1988/89                                                              |       |       | 5     |       |       |       |       | Segunda                                               | 32                                                    | | 1/16                                                  |
| 1989/90                                                              |       |       | 10    |       |       |       |       | Segunda                                               | 26                                                    | | 1/16                                                  |
| 1990/91                                                              |       |       | 4     |       |       |       |       | Segunda                                               | 35                                                    | Gana en la ronda final con 10 puntos.                                                                                   | 1/16                                                  |
| 1991/92                                                              | 18    | 18    |       |       |       |       |       | Primera                                               | 16                                                    | | 1/4                                                   |
| 1992/93                                                              |       |       | 4     |       |       |       |       | Segunda                                               | 34                                                    | Segundo en la última ronda con 5 puntos, detrás del KV Oostende.                                                        | R5                                                    |
| 1993/94                                                              |       |       | 4     |       |       |       |       | Segunda                                               | 53                                                    | Gana en la ronda final con 14 puntos.                                                                                   | 1/16                                                  |
| 1994/95                                                              | 4     | 4     |       |       |       |       |       | Primera                                               | 39                                                    | | 1/2                                                   |
| 1995/96                                                              | 12    | 12    |       |       |       |       |       | Primera                                               | 42                                                    | | 1/8                                                   |
| 1996/97                                                              | 15    | 15    |       |       |       |       |       | Primera                                               | 36                                                    | | 1/2                                                   |
| 1997/98                                                              | 15    | 15    |       |       |       |       |       | Primera                                               | 36                                                    | | 1/16                                                  |
| 1998/99                                                              | 13    | 13    |       |       |       |       |       | Primera                                               | 35                                                    | | 1/8                                                   |
| 1999/00                                                              | 12    | 12    |       |       |       |       |       | Primera                                               | 37                                                    | | 1/4                                                   |
| 2000/01                                                              | 16    | 16    |       |       |       |       |       | Primera                                               | 29                                                    | | 1/16                                                  |
| 2001/02                                                              | 17    | 17    |       |       |       |       |       | Primera                                               | 21                                                    | Descenso a Tercera División tras no obtener licencia y liquidación.                                                     | 1/8                                                   |
| como VC Eendracht Aalst 2002 (Voetbalclub Eendracht Aalst 2002)      |       |       |       |       |       |       |       |                                                       |                                                       | |                                                       |
| 2002/03                                                              |       |       |       | 3     |       |       |       | Tercera                                               | 48                                                    | Gana en la última ronda contra Wallonia Walhain CG , KSK Wevelgem City y Oud-Heverlee Leuven.                           | R5                                                    |
| 2003/04                                                              |       |       | 12    |       |       |       |       | Segunda                                               | 45                                                    | | R4                                                    |
| 2004/05                                                              |       |       | 18    |       |       |       |       | Segunda                                               | 34                                                    | | 1/16                                                  |
| 2005/06                                                              |       |       |       | 14    |       |       |       | Tercera                                               | 25                                                    | Derrota en la última ronda contra el RRC Péruwelz.                                                                      | R4                                                    |
| 2006/07                                                              |       |       |       |       | 1     |       |       | Cuarta B                                              | 69                                                    | | R3                                                    |
| 2007/08                                                              |       |       |       | 7     |       |       |       | Tercera                                               | 46                                                    | Victoria en la última ronda contra el White Star Woluwe, derrota contra el CS Visé .                                    | 1/8                                                   |
| 2008/09                                                              |       |       |       | 11    |       |       |       | Tercera                                               | 38                                                    | | R3                                                    |
| 2009/10                                                              |       |       |       | 3     |       |       |       | Tercera                                               | 67                                                    | Derrota en la ronda final contra Rupel-Boom.                                                                            | 1/16                                                  |
| 2010/11                                                              |       |       |       | 1     |       |       |       | Tercera                                               | 74                                                    | | 1/16                                                  |
| 2011/12                                                              |       |       | 7     |       |       |       |       | Segunda                                               | 46                                                    | | R4                                                    |
| como SC Eendracht Aalst (Sportclub Eendracht Aalst)                  |       |       |       |       |       |       |       |                                                       |                                                       | |                                                       |
| 2012/13                                                              |       |       | 13    |       |       |       |       | Segunda                                               | 41                                                    | | R4                                                    |
| 2013/14                                                              |       |       | 11    |       |       |       |       | Segunda                                               | 42                                                    | | R4                                                    |
| 2014/15                                                              |       |       | 9     |       |       |       |       | Segunda                                               | 46                                                    | Descenso a Tercera División por no obtener la licencia el club.                                                         | 1/16                                                  |
| 2015/16                                                              |       |       |       | 7     |       |       |       | Tercera A                                             | 54                                                    | Derrota en la última ronda contra La Louvière Centre (3-1 y 0-5).                                                       | R3                                                    |
|                                                                      | 1A    | 1B    | 1Am   | 2Am   | 3Am   | P.I   | P.II  | desde 2016-17 hay 3 niveles nacionales y 2 regionales | desde 2016-17 hay 3 niveles nacionales y 2 regionales | desde 2016-17 hay 3 niveles nacionales y 2 regionales                                                                   | desde 2016-17 hay 3 niveles nacionales y 2 regionales |
| 2016/17                                                              |       |       |       | 3     |       |       |       | Segunda Afic.                                         | 54                                                    | Gana en la última ronda a Winkel Sport (4-0), Racing Gent (1-0), Sporting Hasselt (3-1 y 2-3) y Club Liège (0-1 y 2-1). | 1/16                                                  |
| 2017/18                                                              |       |       | 8     |       |       |       |       | Primera Afic.                                         | 44                                                    | | R5                                                    |
| 2018/19                                                              |       |       | 15    |       |       |       |       | Primera Afic.                                         | 31                                                    | Descenso a Segunda División Aficionada.                                                                                 | 1/16                                                  |
| 2019/20                                                              |       |       |       | 3     |       |       |       | División 2                                            | 40                                                    | La competición se detuvo después de 24 jornadas de partido debido al COVID-19.                                          | 1/16                                                  |
| 2020/21                                                              |       |       |       |       |       |       |       | División 2                                            |                                                       | | R5                                                    |
| 2021/22                                                              |       |       |       | 2     |       |       |       | División 2                                            | 57                                                    | |                                                       |
| 2022/23                                                              |       |       |       | 7     |       |       |       | División 2                                            | 51                                                    | |                                                       |
| 2023/24                                                              |       |       |       | 1     |       |       |       | División 2                                            | 64                                                    | |                                                       |

## Participación en competiciones de la UEFA
- Copa UEFA: 1 aparición

1996 - Segunda ronda

### Partidos en UEFA
| Temporada | Torneo    | Ronda | Club         | Casa | Visita | Global |
| --------- | --------- | ----- | ------------ | ---- | ------ | ------ |
| 1995/96   | Copa UEFA | 1     | Levski Sofia | 2–1  | 1–0    | 3–1    |
|           |           | 2     | AS Roma      | 0–4  | 0–0    | 0–4    |

## Jugadores destacados
| - Tim Aelbrecht - Jean Arnolis - Geoffrey Claeys - Davy Cooreman - Gilles De Bilde - Bjorn De Wilde - André De Nul - Koen De Vleeschouwer - Wouter Degroote - Jelle Delie - Manu Ferrera - Kevin Franck - Olivier Lamberg - Christophe Lauwers - Luc Limpens - Fons Lockefeer - Frank Magerman - Harold Meyssen - David Paas - Krist Porte - Tim Reigel - Kris Temmerman - Gunther Thiebaut | - Yves Vanderhaeghe - Philippe Van de Walle - Gaston Van Der Elst - Leo Van Der Elst - Peter Van der Heyden - Paul Van Himst - David Van Hoyweghen - Stefan Van Riel - Geert Van Roy - Jan Van Steenberghe - Peter Van Wambeke - Hans Van Wilderode - Bram Verbist - Mario Krohm - Karim Bridji - Madjid Adjaoud - Edi Krncevic - Salvador Mammana Neto - Arnold Nguekam - Justice Djeumen Sandjon - Jean-Claude Mukanya - Jules Mandiangu - Peter Lassen | - Juan Lozano - Theodoros Zakkas - Florian Urban - Janos Banfi - Laszlo Szabadi - Graham Basset - Cosimo Sarli - Abdulaï Demba - Predrag Filipovic - Andre Zakari Lambo - Emmanuel Ebiede - Godwin Okpara - Edwin van Ankeren - Fred Van Der Hoorn - Henri Munyaneza - Vladan Kujovic - Damir Stojak - Riad El Fahem - Moses Chunga |

## Entrenadores
| - Jan Ceulemans - Wim De Coninck - Maurice De Schrijver - Patrick De Wilde - Etienne De Wispelaere - Manu Ferrera - Georges Heylens - Urbain Haesaert - Luc Limpens - Alain Merckx - Lorenzo Staelens - Gilbert Bodart - Gaston Van Der Elst - Geert Van Roy | - Michel Verschueren (Preparador Físico) - Laszlo Fazekas - Henk Houwaert - Barry Hulshoff - Tomislav Ivic |